# Nilofar Bayat
Nilofar Bayat (Kabul, 1990) es una baloncestista en silla de ruedas y activista afgana refugiada en España.

## Biografía
Creció en una familia poco tradicional, lo cual le permitió jugar al baloncesto y estudiar Derecho en Kabul, aun siendo mujer y pese a tener una discapacidad. Cuando tenía dos años, un cohete del régimen talibán alcanzó su casa en Kabul dañándole la médula espinal, algo que cambió por completo a su familia y su forma de vida.
Dos días después de que los talibanes entraran en Kabul en 2021, Bayat decidió salir de allí para salvar su vida. Lanzó un SOS a través de periodistas amigos suyos. Antonio Pampliega le ayudó a salir de Kabul, difundiendo su historia a través de las redes sociales y presionando al gobierno español para que le concediera un pase para evacuarla de Kabul, junto con su marido. El 20 de agosto de 2021 volaron a España en un avión de las fuerzas armadas españolas junto con un centenar de personas.

### Trayectoria profesional
Trabajó con el Comité Internacional de la Cruz Roja en Afganistán durante 11 años. Impulsó en el centro de rehabilitación que esta ONG dispone en Kabul, la actividad deportiva dentro del colectivo de mujeres con diversidad funcional, lo que, con el tiempo, llevó a la constitución de la selección nacional de baloncesto en silla de ruedas.

### Trayectoria deportiva
Capitana de la selección nacional afgana de baloncesto en silla de ruedas, participó en numerosas competiciones internacionales, y cuando estaban preparando un nuevo ciclo de encuentros, cayó el Gobierno afgano, que era sostenido por una coalición militar coordinada por Estados Unidos. Ya en España, la asociación de personas con diversidad funcional Bidaideak le tendió la mano para que pudiera reorganizar su vida. Ella y su pareja ficharon por el Bidaideak Bilbao BSR, siendo la primera vez que una mujer afgana juega en un equipo mixto.

### Trayectoria activista
En 2021 junto con otras mujeres constituyó Free Women for Afghanistan, desde donde desarrollan proyectos de colaboración con grupos de mujeres con discapacidad en Afganistán y, sobre todo, denunciar la situación a la que quiere llevarlas el Gobierno talibán.

## Premios y reconocimientos
- 2021 100 Mujeres de la BBC.[12]
- 2022 Protagonista del cartel del 19 Festival de Cine y Derechos Humanos de San Sebastián.[6]
- 2022 VIII Edición de los Premios Optimistas Comprometidos, organizados por la revista Anoche Tuve un Sueño, Premio pensamiento sostenible.[13]
- 2022 Medalla de Oro de Cruz Roja España.[14]